# Pavillons et marques de la Marine française
Le pavillon de la France est utilisé par la Marine française. Il fut conçu dans sa forme actuelle en 1794, tout comme l'actuel drapeau de la France.
Le pavillon de la marine française est en étamine et comporte trois couleurs de largeur différente : 30% de bleu, 33% de blanc et 37% de rouge, afin que, lorsque le pavillon faseye au vent, on ait l'impression de voir trois couleurs d'égale largeur.

## Pavillon de la marine

### Histoire

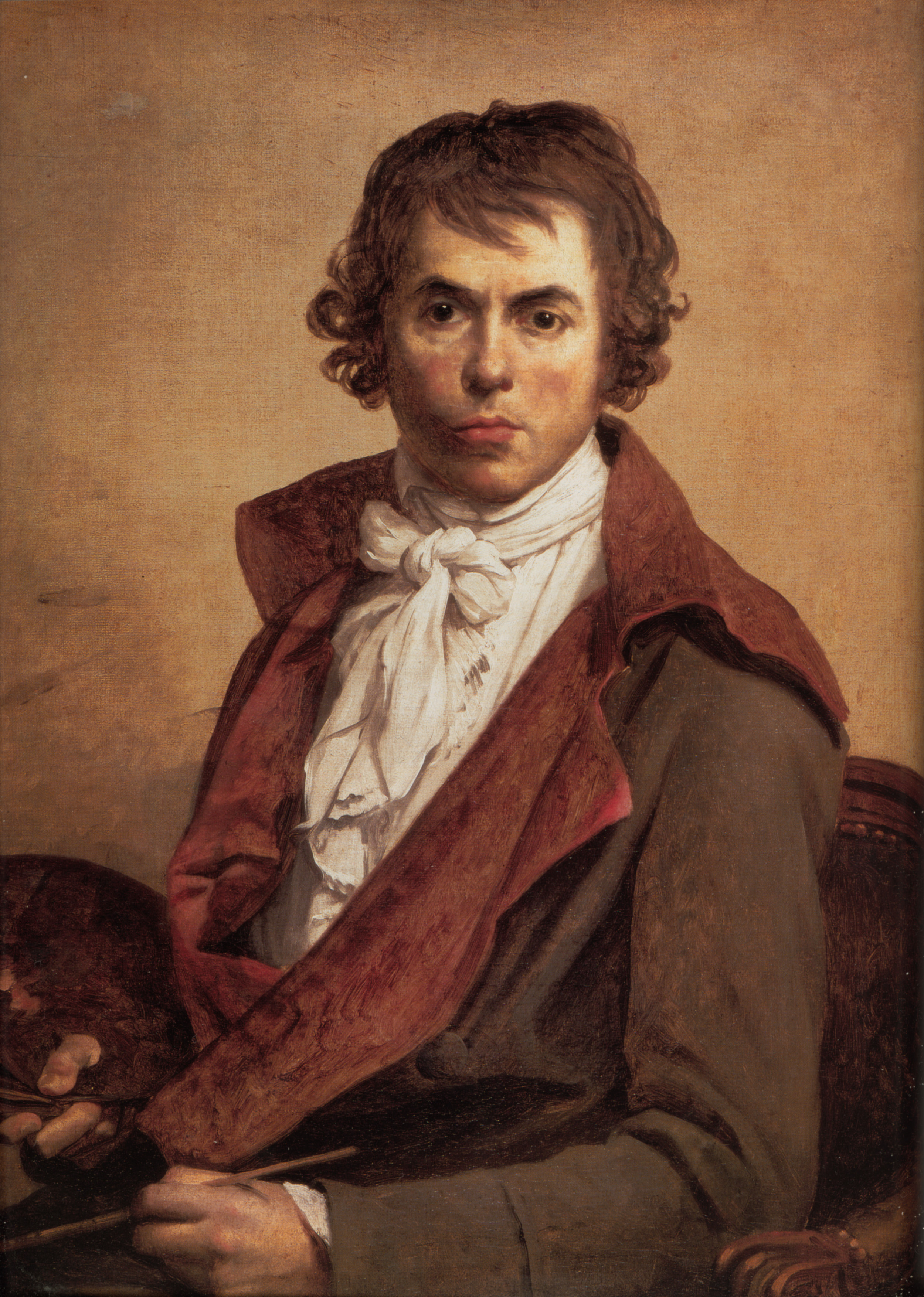
Autoportrait de Jacques-Louis David (1794) — Musée du Louvre, Paris.

L'assemblée constituante crée un pavillon national unique le 24 octobre 1790. Ce pavillon devait remplacer à la fois les nombreux pavillons bleu et blanc de la marine marchande et le pavillon blanc des vaisseaux de guerre, la réunion de la noblesse et de la bourgeoisie devant se traduire par la fusion du corps des capitaines de commerce et de celui des capitaine des vaisseaux de guerre, de la marine marchande et de la marine de guerre. C'est donc la première fois que le pavillon, qui servait de marque distinctive entre les vaisseaux de guerre et les vaisseaux civils, devient le pavillon national commun à tous les navires d'un même pays, qu'ils soient marchands ou militaires. Il était fait de blanc, couleur de la France ; et il portait un canton à trois bandes verticales rouge, blanche et bleue, les couleurs « de la liberté », selon la terminologie de l'époque, en réalité celles de la ville de Paris. Le canton rectangulaire était entouré d'un liseré blanc à l'intérieur et bordé à l'extérieur d'un liseré bleu à la hampe et rouge vers la partie flottante. Ce second liseré était destiné à séparer les deux parties blanches du pavillon.
C'est pour un second pavillon national tricolore, adopté le 15 février 1794, que la disposition actuelle « bleu au mât, blanc au centre, et rouge flottant » a été imaginée. L'idée est due au peintre Jacques-Louis David. Ce changement de pavillon, qui devint effectif à partir du 20 mai 1794, avait été effectué à la demande des marins de la marine de guerre. Ils menaçaient en effet de se révolter parce que, disaient-ils, le pavillon national de 1790 accordait trop de place à l'uniforme de leurs officiers (le blanc) et trop peu au leur (la tenue bleue à ceinture rouge). En réalité, comme on l'a vu, ce pavillon marquait le projet de fusion de la marine de commerce (pavillons bleu et rouge) et de la marine de guerre (pavillon blanc). La couleur blanche n'est pas encore associée au parti du roi, et si cela avait été le cas, elle aurait complètement disparu des emblèmes républicains non seulement en 1794, mais fort probablement dès septembre 1792.

1er pavillon national adopté par l'Assemblée constituante, le 24 octobre 1790
2d pavillon national adopté par la Convention, le 15 février 1794

### Décrets
Décret des 21-23 octobre 1790 : « Le pavillon de France portera les trois couleurs nationales, suivant les dispositions et la forme que l'Assemblée nationale charge son comité de la marine de lui proposer ».
Décret de l'Assemblée constituante des 24-31 octobre 1790 : « est fixée la disposition des couleurs dans les différents pavillons des vaisseaux de guerre et des bâtiments de commerce : le rouge tenant au bâton, le blanc au milieu et le bleu à l'extrémité ».
Décret du 27 pluviôse an II (15 février 1794) : 
 
« Art. 1er. Le pavillon décrété par l’Assemblée nationale constituante est supprimé.

2. Le pavillon national sera formé des trois couleurs nationales, disposées en trois bandes égales, posées verticalement, de manière que le bleu soit attaché à la gaule du pavillon, le blanc au milieu, le rouge flottant dans les airs.

3. Le pavillon de beaupré et le pavillon ordinaire de poupe seront disposés de la même manière, en observant les proportions des grandeurs établies par l’usage.

4. La flamme sera pareillement formée des trois couleurs, dont un cinquième bleu, un cinquième blanc, et les trois cinquièmes rouges.

5. Le pavillon national sera arboré sur tous les vaisseaux de la République le premier jour de prairial ; le ministre de la marine donnera en conséquence tous les ordres nécessaires. »

### Description

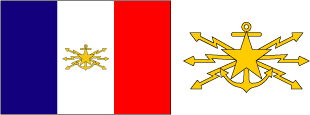
Pavillon de la Marine française pour les câbliers.

Trop souvent, la confusion est faite entre un drapeau et un pavillon. La première différence est que le pavillon, terme de marine, est toujours frappé à une drisse. Un drapeau peut être soit fixé sur une hampe, soit frappé à une drisse.
La seconde différence provient de la répartition des couleurs : les largeurs des trois bandes d’un pavillon sont différentes, 30:33:37 % du battant, alors que ces largeurs (33:33:33 % du battant) sont les mêmes pour un drapeau. Cette disposition a été adoptée au XIXe siècle pour des raisons optiques lorsque le pavillon est battant au vent.
Ce pavillon est arboré :
- à quai ou au mouillage sur rade foraine : au cul, au mât de pavillon à l'arrière du navire, et à l'étrave, au mât de beaupré (lorsqu'il n'est pas remplacé par le pavillon des FNFL ou une marque distinctive), des couleurs du matin (08 h 00) à celles du soir (heure du coucher du soleil et au plus tard à 20 h 00) ;
- à la mer : il est hissé en permanence, au cul ou  à la corne du mât le plus à l'arrière.

Sa dimension varie selon la taille du bâtiment, selon les circonstances (cérémonie ou service courant) et selon sa position (à la mer, à quai ou au mouillage sur rade foraine). Il existe 16 tailles de pavillons (No 1 guindant 9,00 m, battant 13,50 m ; no 16 : guindant 0,50 m , battant 0,75 m), la longueur du battant étant toujours une fois et demie celle du guindant.
Les couleurs du pavillon national français sont : bleu, A503, bleu violet sombre ; blanc, A665, blanc ; rouge, A805, rouge orangé vif

## Marques de commandement et marques honorifiques
Les premiers usages auxquels on a employé des flammes et les pavillons, c'est pour honorer une personne considérable qui est à bord, explique un dictionnaire militaire paru en 1753, et comme c'est un honneur relatif qui retourne sur celui qui le rend, ces mêmes ornements sont aussi utilisés pour relever la gloire de la nation sous sauf-conduit de laquelle les vaisseaux naviguent.
Une flamme est une longue banderole, ordinairement d'étamine, qu'on arbore aux vergues et aux hune, soit pour servir d'ornement, soit pour donner un signal. Elles sont de figures fourchues, larges par le haut et extrêmement longues, et par le bas elles se terminent en pointe. Elle est la marque de commandement quand on ne porte pas de pavillon aux mâts, et pour cela il faut qu'elle soit sans girouette pour ne pas être prise pour un enjolivement comme en portent les navires marchands.
XVIIe siècle
L'ordonnance pour les Armées navales et les Arsenaux donnée par Louis XIV en 1669 prévoit que le vaisseau sur lequel l'amiral est embarqué arbore un pavillon carré blanc au grand mât ; pour un vice-amiral ce pavillon est arboré au mât d'avant et au mât d'artimon pour un contre-amiral, un premier lieutenant général ou chef d'escadre. Les chefs d'escadre portent une cornette blanche eu mât d'artimon. Les capitaines commandant plus d'un vaisseau portent une flamme blanche au grand mât. Les navires de Sa Majesté ne portent que des pavillons, flammes et enseignes de poupe que de couleur blanche. Les vaisseaux marchands ne portent que l'enseigne de poupe bleue avec croix blanche traversante et les armes de Sa Majesté sur le tout, pourvu que leur enseigne de poupe ne soit point entièrement blanche. Celui qui commande une flotte de bâtiments marchands peut porter une flamme blanche au grand mât.
Les pavillons carrés ont un quart de battant de plus que le guindant ; les cornettes auront quatre fois de plus de battant que de guindant et fendues en leur milieu des deux tiers de leur hauteur et leurs extrémités se terminant en pointe ; les flammes ont de guindant la moitié de la cornette.
Cette ordonnance prévoit aussi que le vaisseau commandé par l'amiral ou d'autres officiers généraux commandant une escadre de plus de vingt vaisseaux portent quatre fanaux, trois en poupe et l'un à la hune. Le vice-amiral, contre-amiral et chefs d'escadre n'en portent que trois. Tous les autres navires, y compris les navires marchands, n'en portent qu'un.
Époque contemporaine
Les marques de commandement sont hissées en haut du plus haut mat, pendant la présence à bord d'une personnalité civile ou militaire exerçant une autorité sur la défense et la Marine nationale, d'un officier général de marine, d'un capitaine de vaisseau, de frégate ou de corvette, chef de division, exerçant le commandement d'une force navale. Lorsqu'il y a une flamme de guerre, elles en prennent la place.
Les marques honorifiques sont aussi hissées pendant la présence à bord d'une personnalité politique ou civile n'ayant pas autorité sur la défense nationale, ou d'un officier général n'exerçant pas d'autorité sur la Marine nationale. Ces marques ne figurent pas dans ce tableau (sauf la marque du secrétaire d'état chargé de l'Outre-mer)

Marque du président de la République
Marque du Premier ministre
Marque du ministre des Armées
Marque du secrétaire d'état chargé de l'Outre-mer
Marque du chef d'état-major des armées
Marque du chef d'état-major de la Marine nationale
Marque d'amiral
Marque de vice-amiral d'escadre
Marque de vice-amiral
Marque de contre-amiral,
Marque de capitaine de vaisseau, chef de division
Marque de capitaine de vaisseau
Marque de commandant supérieur sur rade. (Dans le cadre de l'OTAN, c'est la flamme « Starboard » qui est hissée).
Marque du plus ancien des capitaines de la marine marchande (hissée en l'absence de bâtiment de guerre français)

Nota : la marque de commandement de capitaine de frégate et de corvette, chef de division (triangle bleu, blanc, rouge) ne figure pas sur ce tableau.

## Flamme de guerre

La flamme de guerre

La flamme de guerre est un pavillon tricolore long et étroit, hissé en tête du mât le plus haut, afin de signaler que son commandant a reçu une lettre de commandement dans le cadre d'opérations de guerre. Ce navire, quelle que soit sa taille ou sa provenance, figure alors sur le registre de la Marine nationale. La flamme de guerre peut être remplacée ou complétée par une marque de commandement.
XVIIe siècle
On a vu que les flammes blanches étaient selon l'Ordonnance de la marine de 1670 la marque de commandement des navires de guerre des vaisseaux séparés lorsqu'ils ne portent pas de pavillon au mât. Une flamme est alors définie une longue banderolle, ordinairement d'étamine, de figures fourchues, larges par le haut et extrêmement longues, qui se termine en pointes. Elle doit avoir de guindant la moitié de la cornette et dont le battant soit au moins de six aunes et être portée sans girouette pour ne pas être prise pour un enjolivement comme en portent les navires marchands.
Époque contemporaine
Un décret du 27 Pluviôse an II (15 février 1794) définit la flamme de guerre et un règlement du 17 mai 1853 règle les détails de taille et de couleur. Comme le pavillon de marine, sa forme et sa couleur ont été définis par le peintre David.
C'est un pavillon triangulaire de taille variable, de 5 cm à 15 cm de largeur pour le guindant et de 1 m à 20 m pour le battant. En France elle est tricolore bleu, blanc rouge : le bleu est frappé à la drisse, le blanc au milieu, le rouge flottant dans les airs. Les dimensions de chaque couleur (20 % de bleu, 20 % de blanc et 60 % de rouge) doivent être conservées chaque fois que la flamme est rallongée
Une tradition veut qu'un navire en opération depuis plus de cinq mois allonge sa flamme d'un mètre par mois supplémentaire passé en campagne loin de la France. Ainsi, le croiseur Georges Leygues, parti pour Dakar le 9 septembre 1940 et rentré à Toulon le 13 septembre 1944, arborait une flamme de guerre de 60 mètres, le Maitre tailleur chargé de cette tâche s'appelait Albert Le Moal. Le cuirassé Richelieu avait une flamme de 52 mètres à la fin de la Seconde Guerre mondiale. Un commandant de bâtiment qui arbore la flamme lors de son entrée dans un port doit veiller au respect des couleurs et à ce que la queue de la flamme ne se trouve pas à moins d’un mètre du pont.

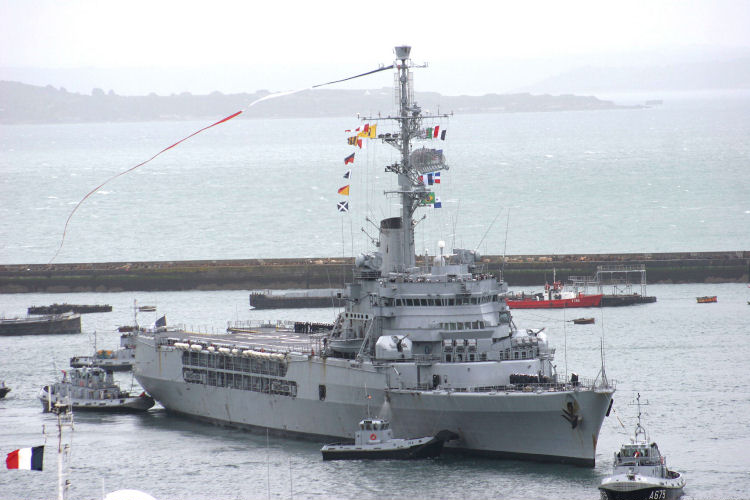
La Jeanne d'Arc arborant sa flamme de guerre au retour de sa

La flamme de guerre est l’héritage d’un navire de guerre. Lors de son désarmement, elle est transmise au prochain navire portant le même nom, et s'il ne s'en trouve pas, à un bâtiment dont le service est de même nature. En juillet 2010, la flamme de guerre de 60 mètres de long de la Jeanne d'Arc a été remise au Tonnerre qui reprend la mission de formation des Officiers de Marine.
Il est parfois offert une flamme de guerre usagée (devenue inutilisable dans la mâture) à un officier marinier supérieur à la carrière particulièrement bien remplie prenant sa retraite en témoignage de satisfaction, ou bien à un commandant très apprécié quittant ses fonctions. C'est une marque honorifique particulièrement estimée. 

## Pavillons de beaupré et marques distinctives

### Pavillon de beaupré des FNFL

Pavillon de beaupré des bâtiments FNFL

Ce pavillon est porté au mouillage par les bâtiments qui ont combattu dans les Forces navales françaises libres (FNFL), comme les deux goélettes-écoles l'Étoile et la Belle Poule, ou qui ont repris le nom d'un navire des FNFL, notamment le sous-marin nucléaire d'attaque Rubis, la frégate furtive Aconit, et le patrouilleur type P400, La Moqueuse. Portant le nom du fondateur de la France libre, le porte-avions Charles de Gaulle hérite aussi de cette tradition,.
Bien qu'entré en service en 1943, le destroyer d'escorte Tunisien (ex-USS Crosley -DE 108) a également eu le privilège d'arborer le pavillon FNFL, son premier équipage ayant été composé à près de 80 % de personnel issu des FNFL.

### Marques distinctives

Marques distinctives

Les marques distinctives ont la forme d'une flamme. Elles sont hissées au mouillage au mat de beaupré (à la place du pavillon national ou du pavillon FNFL), des couleurs du matin à celles du soir à bord des bâtiments décorés, ou ayant repris le nom d'une unité décorée, de la fourragère aux couleurs de la croix de guerre (1re rangée), de la médaille militaire (2e) ou de la Légion d'honneur (3e), au titre de la guerre 1914-18 (1re colonne), 1939-45 (2e) ou d'un théâtre d'opérations extérieur (3e).
Les membres de l'équipage portent la fourragère à l'épaule gauche.